# Heteromysoides simplex
Heteromysoides simplex är en kräftdjursart som beskrevs av Hanamura och Kase 200. Heteromysoides simplex ingår i släktet Heteromysoides och familjen Mysidae. Inga underarter finns listade i Catalogue of Life.